# Белуша (округ Пухов)
Белуша (словац. Beluša) — село, громада округу Пухов, Тренчинський край. Кадастрова площа громади — 51.33 км². Протікає Слатінський потік.
Населення 6183 особи (станом на 31 грудня 2024 року).

## Історія
Белуша згадується 1330 року.

## Населення
| Рік:            | 1994. | 2004.   | 2014.   | 2024.   |
| --------------- | ----- | ------- | ------- | ------- |
| Кількість осіб: | 6036  | 6081    | 5827    | 6183    |
| Різниця:        |       | +0,74 % | -4,17 % | +6,10 % |

| Рік:            | 2023. | 2024.   |
| --------------- | ----- | ------- |
| Кількість осіб: | 6186  | 6183    |
| Різниця:        |       | -0,04 % |